# Trilogia de Nova York
Trilogia de Nova York és una trilogia de novel·les escrites per l'escriptor estatunidenc Paul Auster i publicades seqüencialment entre el 1985 i el 1986, abans de ser publicades en un sol volum el 1987. Les tres històries, pertanyents al gènere del misteri, Ciutat de vidre, Fantasmes i L'habitació tancada, tenen lloc a Nova York, que ocupa un lloc molt especial en l'obra. Aquesta trilogia li valgué a Auster el reconeixement internacional i ha estat considerada una fita representativa del postmodernisme literari.
La ciutat de vidre també fou adaptada a tira còmica el 1994 per Paul Karasik i David Mazzucchelli. Fou traduïda al català el 2012 i se n'han produït diverses adaptacions teatrals.

## Entregues de la trilogia

### Ciutat de vidre
La ciutat de vidre es va publicar separadament en anglès el 1985 i també en la seva traducció catalana (per Joan Sellent) el 1991. És el primer volum de la trilogia en el qual Auster explora els conceptes d'identitat i de llibertat.
El personatge principal, Quinn, un escriptor d'una sèrie de detectius amb un passat dolorós, accepta fer-se passar per un detectiu anomenat Paul Auster. El seu client li demana que investigui Peter Stillman, un acadèmic religiós extremista que acaba de sortir de la presó i que té l'ambició d'assassinar el seu propi fill a qui va torturar durant la seva infància. Aviat l'escriptor descobrirà que aquest antic professor intenta inventar un nou llenguatge per salvar el món de la incomprensió imperant.

### Fantasmes
El relat comença amb un seguiment als carrers de Nova York, que ràpidament es converteix en una recerca d'identitat. Els personatges no tenen nom: el narrador els anomena Blau, Blanc i Negre. El detectiu privat, en Blau, pagat per en Blanc, ha de seguir en Negre, que no fa res en tot el dia. La vigilància dura anys. En Blau envia un informe setmanal a en Blanc. Però, a poc a poc, davant l'avorriment i l'abandó, en Blau perd el cap i s'obsessiona en la vida d'en Negre.

### L'habitació tancada
The Hidden Room és el tercer relat de la Trilogia de Nova York. Fanshawe desapareix i deixa enrere la seva dona Sophie, el seu fill Ben i manuscrits que havia confiat a un amic de la infància, el narrador. Aleshores aquest darrer s'apodera de la vida de Fanshawe: en publica els manuscrits, que tindran èxit, es casa amb ka Sophie i adopta en Ben.